# Erebia aquitania
Erebia aquitania är en fjärilsart som beskrevs av Hans Fruhstorfer 1909. Erebia aquitania ingår i släktet Erebia och familjen praktfjärilar. Inga underarter finns listade i Catalogue of Life.